# Râu Mic
Râu Mic – wieś w Rumunii, w okręgu Hunedoara, w gminie Sălașu de Sus. W 2011 roku liczyła 189 mieszkańców.